# Vereinigte Schweizerbahnen
| |                      |        |  |       |                 |               |
| Spurweite: | 1435 mm (Normalspur) |        |  |       |                 |               |
| |                      |        |  |       |                 |               |
| \| 571 m ü. M. \| Wil \| 110.62 \| \| \| TB nach Ebnat \| TB nach Ebnat \| \| 439 m ü. M. \| Winterthur \| 137.81 \| \| 80.46 \| St. Gallen \| 670 m ü. M. \| \| 431 m ü. M. \| Wallisellen \| 93.23 \| \| 66.0 \| Rorschach Hafen \| 398 m ü. M. \| \| 464 m ü. M. \| Uster \| 81.35 \| \| \| \| \| \| WR von Wald \| WR von Wald \| \| \| 65.04 \| Rorschach \| 399 m ü. M. \| \| 482 m ü. M. \| Rüti \| 65.94 \| \| 57.83 \| Rheineck \| 400 m ü. M. \| \| ZG von Pfäffikon \| ZG von Pfäffikon \| \| \| 53.80 \| St. Margrethen \| 402 m ü. M. \| \| 409 m ü. M. \| Rapperswil \| 59.35 \| \| 41.18 \| Altstätten \| 430 m ü. M. \| \| 425 m ü. M. \| Ziegelbrücke \| 34.32 \| \| 15.90 \| Buchs \| 447 m ü. M. \| \| Weesen \| Weesen \| 31.5 \| \| \| \| \| \| punktiert: NOB \| punktiert: NOB \| \| \| 0.00 \| Sargans \| 482 m ü. M. \| \| 438 m ü. M. \| Näfels \| 36.0 \| \| 12.32 \| Landquart \| 523 m ü. M. \| \| 472 m ü. M. \| Glarus \| 43.0 \| \| 25.72 \| Chur \| 585 m ü. M. \| \| Ohne Zwischenstationen und ohne Anschlussbahnen. Lediglich von den VSB betriebene Anschlussbahnen sind dargestellt. \| \| \| \| \| \| \| |                      |        |  |       |                 |               |
| 571 m ü. M. | Wil                  | 110.62 |  |       | TB nach Ebnat   | TB nach Ebnat |
| 439 m ü. M. | Winterthur           | 137.81 |  | 80.46 | St. Gallen      | 670 m ü. M.   |
| 431 m ü. M. | Wallisellen          | 93.23  |  | 66.0  | Rorschach Hafen | 398 m ü. M.   |
| 464 m ü. M. | Uster                | 81.35  |  |       |                 |               |
| WR von Wald | WR von Wald          |        |  | 65.04 | Rorschach       | 399 m ü. M.   |
| 482 m ü. M. | Rüti                 | 65.94  |  | 57.83 | Rheineck        | 400 m ü. M.   |
| ZG von Pfäffikon | ZG von Pfäffikon     |        |  | 53.80 | St. Margrethen  | 402 m ü. M.   |
| 409 m ü. M. | Rapperswil           | 59.35  |  | 41.18 | Altstätten      | 430 m ü. M.   |
| 425 m ü. M. | Ziegelbrücke         | 34.32  |  | 15.90 | Buchs           | 447 m ü. M.   |
| Weesen | Weesen               | 31.5   |  |       |                 |               |
| punktiert: NOB | punktiert: NOB       |        |  | 0.00  | Sargans         | 482 m ü. M.   |
| 438 m ü. M. | Näfels               | 36.0   |  | 12.32 | Landquart       | 523 m ü. M.   |
| 472 m ü. M. | Glarus               | 43.0   |  | 25.72 | Chur            | 585 m ü. M.   |
| Ohne Zwischenstationen und ohne Anschlussbahnen. Lediglich von den VSB betriebene Anschlussbahnen sind dargestellt. |                      |        |  |       |                 |               |

Die Vereinigten Schweizerbahnen (VSB oder V.S.B.) waren eine Eisenbahngesellschaft der Schweiz. Sie waren die kleinste der fünf Hauptbahnen, die ab 1902 verstaatlicht wurden.

## Gründung und Finanzierung
Die Vereinigten Schweizerbahnen entstanden am 1. Mai 1857 durch die Fusion dreier Bahngesellschaften, die allesamt in finanziellen Schwierigkeiten steckten:
- Die St. Gallisch-Appenzellische Eisenbahn (SGAE) nahm zwischen dem 15. Oktober 1855 und dem 25. Oktober 1856 die Strecke Winterthur–Wil–St. Gallen–Rorschach in Betrieb. Beim Bau der Bahnlinie musste eine Reihe bedeutender Brücken erstellt werden. Für die Abschlusszahlungen der laufenden Bauarbeiten fehlten die Finanzmittel.

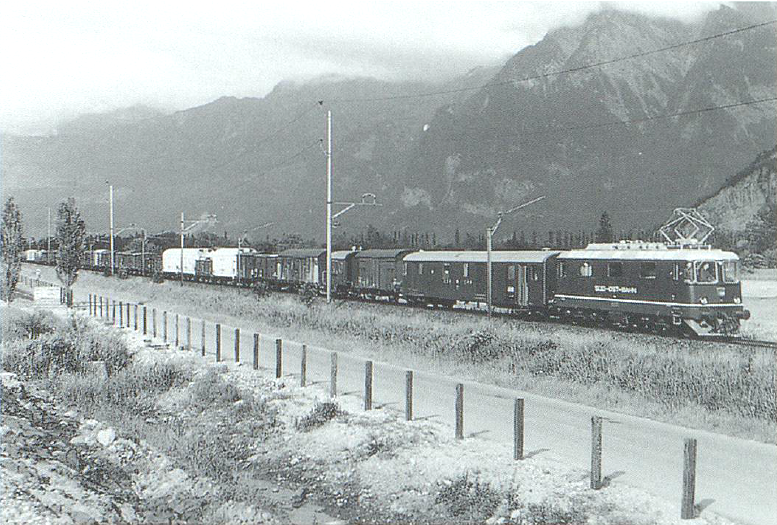
Ironie der Geschichte: Lastprobefahrt der Re 4/4 41 der heutigen Südostbahn auf der Strecke der früheren Südostbahn im St. Galler Rheintal. Juni 1967

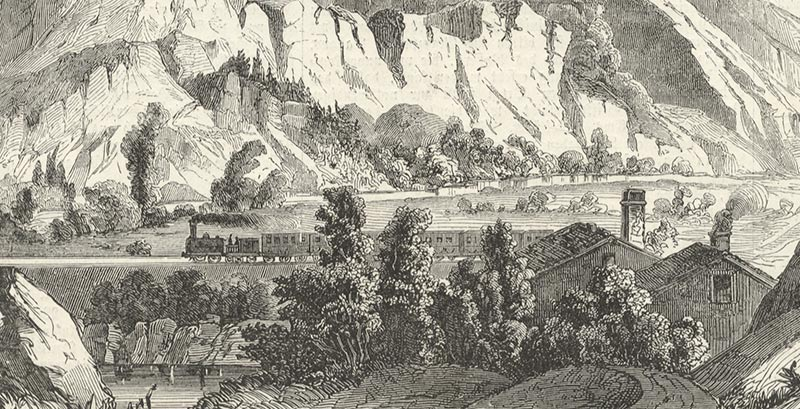
Zug der Vereinigten Schweizerbahnen bei Sargans
Ausschnitt aus einem Holzstich, 1858

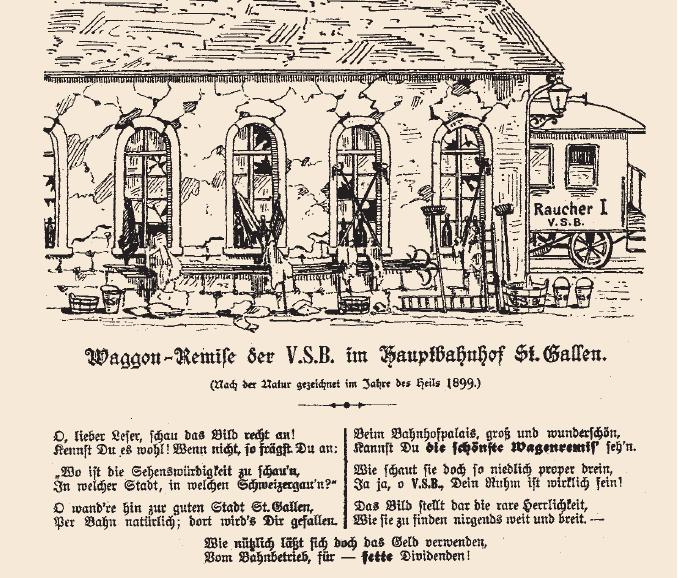
Die Sparsamkeit der VSB sorgte immer wieder für beissenden Spott.

- Die Schweizerische Südostbahn (SOB) – nicht zu verwechseln mit der heutigen Schweizerischen Südostbahn – strebte den Bau einer Lukmanierbahn an, die schon 1839 durch den Ingenieur Richard La Nicca angeregt worden war. Die Gesellschaft wurde am 1. September 1853 mit einem Aktienkapital von 25 Millionen Franken gegründet. Das Kapital stammte von den Kantonen St. Gallen und Graubünden und vor allem von englischen Bankhäusern. Der Beginn der von englischen Unternehmern ausgeführten Bauarbeiten verlief unbefriedigend. Der leitende Ingenieur Pickering wurde fristlos entlassen. Wegen finanzieller Schwierigkeiten kam der Bau der Strecken Rorschach–St. Margrethen–Sargans–Chur, Sargans–Weesen–Ziegelbrücke–Rapperswil und Weesen–Glarus ins Stocken. Der Streckenabschnitt am Walensee bedingte den Bau vieler Tunnels. Die Linien der Südostbahn wären beim Zustandekommen einer Ostalpenbahn lukrative Zufahrtslinien geworden.
- Die Glatthalbahn (Gl-TB) eröffnete am 1. August 1856 die Strecke Wallisellen–Uster. Für den Weiterbau der Linie nach Rapperswil fehlte jedoch das Geld.

Die finanziellen Startprobleme der VSB rührten unter anderem daher, dass die Baukosten viel zu tief geschätzt worden waren, was zu einem Mehrbedarf an Kapital in der Höhe von rund 20 Millionen Franken führte. Als Kapitalgeber wurde ein französischer Investor gefunden. Der Pariser Bankier Isaac Pereire von der Crédit mobilier strebte eine Ostalpentransversale als Verbindung zwischen den französischen Bahngesellschaften Chemin de fer du Midi, Chemins de fer de l’Ouest und Chemins de fer de l’Est mit seinen Bahnbeteiligungen im Balkan an.

## Weitere Entwicklung

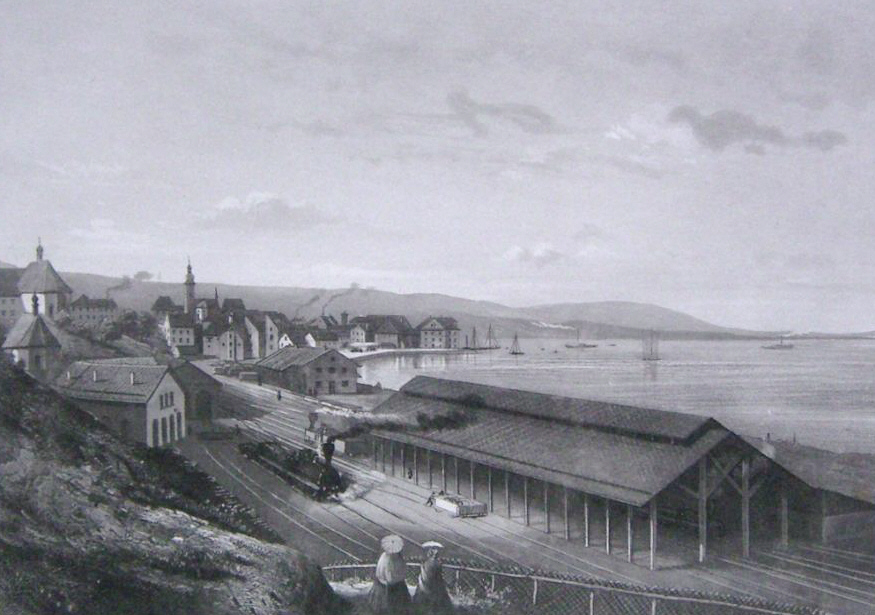
Bahnhof Rorschach, hinten Stadt

Die VSB unterstützten bis in die 1890er-Jahre Projekte für eine Splügenbahn, die jedoch wegen fehlender Finanzierung chancenlos blieben. Immerhin gelang es den VSB, für den wichtigen Anschluss an Zürich ein Mitbenutzungsrecht auf der Linie Wallisellen–Zürich der Schweizerischen Nordostbahn (NOB) durchzusetzen.
Da der Bau einer Ostalpenbahn von Chur Richtung Italien gegenüber der Gotthardbahn unterlag, blieb die Rheintalbahn von Rorschach nach Chur eine Regionallinie. Im Laufe der Zeit wurde Rorschach als führende Hafenstadt am Schweizer Bodenseeufer von Romanshorn verdrängt. Die NOB baute den Hafen in Romanshorn aus und nahm eigene Dampfschiffe in Betrieb. 1869 eröffnete die NOB die Seelinie Rorschach–Romanshorn, wobei zwischen Rorschach Hafen und Rorschach das Gleis der NOB neben das der VSB zu liegen kam. Die Seelinie der NOB und die 1876 in Betrieb genommene Bischofszellerbahn Gossau–Sulgen zogen den VSB einigen Verkehr ab. Seit die NOB 1875 auf der kürzeren linksufrigen Zürichseebahn Zürich–Thalwil–Ziegelbrücke den Betrieb aufgenommen hatte, verlor die einstige Hauptlinie Wallisellen–Rapperswil an Bedeutung. Die VSB konnten sich dank äusserster Sparsamkeit halten. In der Werkstätte Rorschach entstanden unter der Leitung von Adolf Klose maschinentechnische Errungenschaften und Lokomotivkonstruktionen, die Beachtung und Anerkennung fanden.

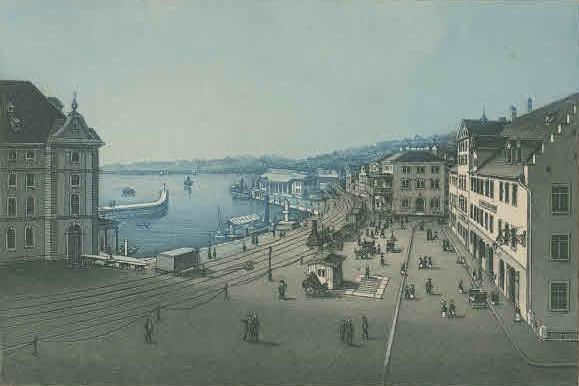
Rorschach: Hafen mit Hafenbahnhof. Zwischen Hafen- und Stadtbahnhof lagen die Gleise der VSB und der NOB nebeneinander.

Im Zusammenhang mit den Fusionsverhandlungen konnten die VSB am 16. Juli 1857 die Konzession für die Realisierung einer Bözbergbahn übernehmen. 1864 gaben die VSB diese Konzession mangels finanzieller Möglichkeiten auf.
Die VSB besorgten den Betrieb einiger anderer Gesellschaften, so der 1870 in Betrieb gestellten Toggenburgerbahn (TB), der 1876 eröffneten Wald–Rüti-Bahn (WR) und zeitweise der Zürichsee–Gotthardbahn (ZGB). An der Toggenburger- und der Wald–Rüti-Bahn waren die VSB auch finanziell beteiligt.

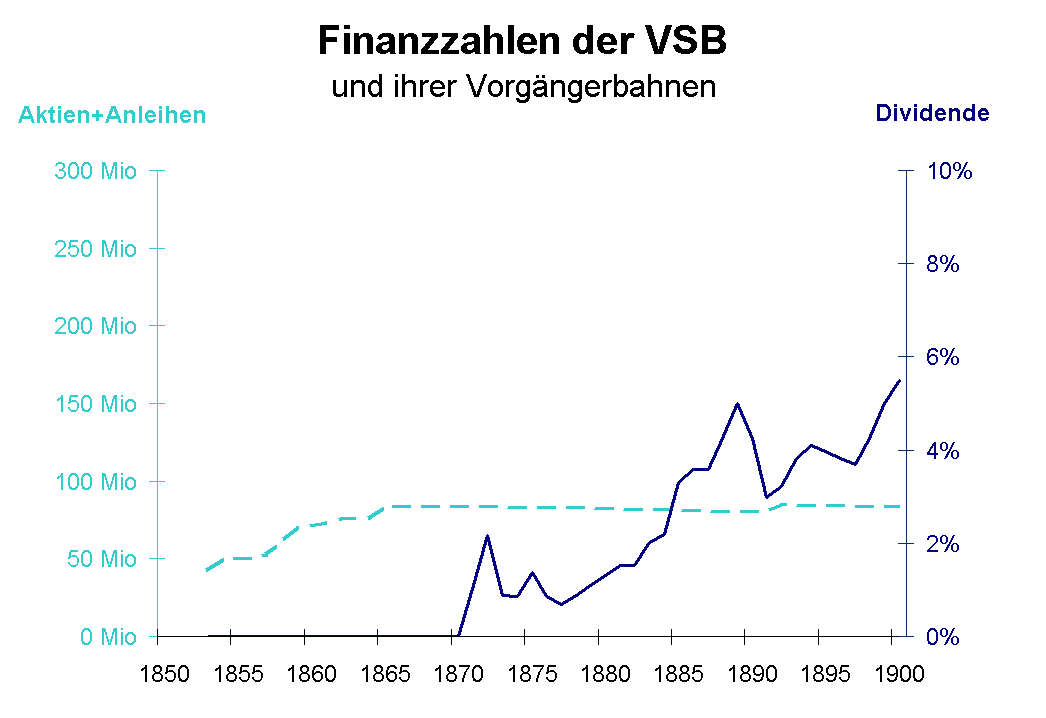
Aktienkapital und feste Anleihen sowie Dividenden der VSB…

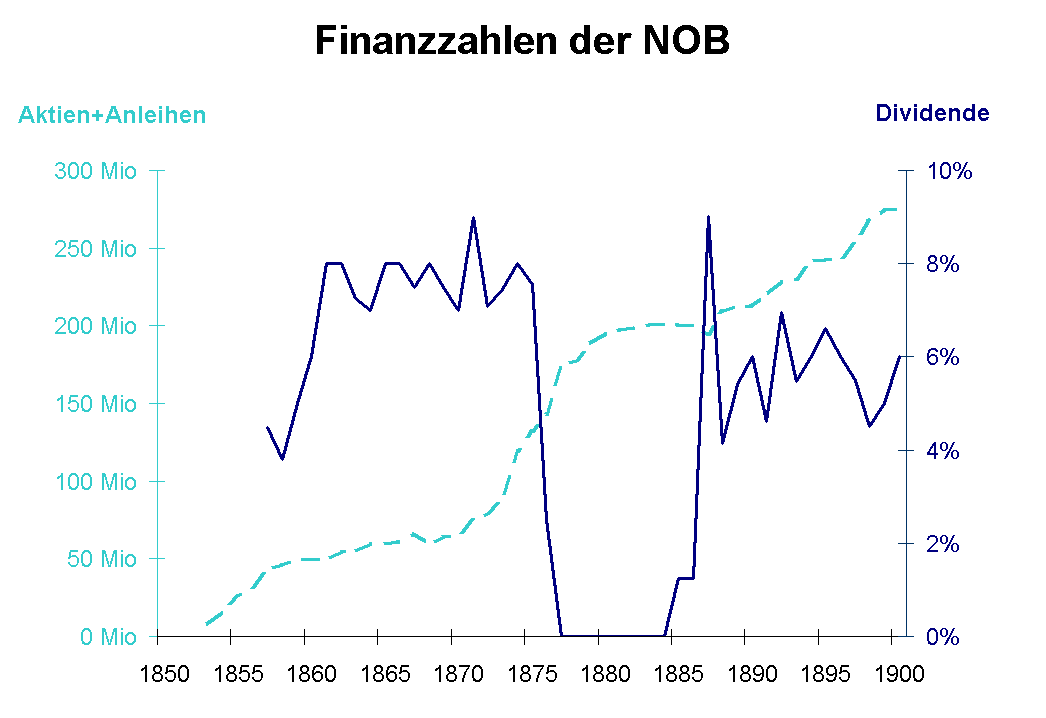
… und zum Vergleich der NOB.

Bis in die 1870er-Jahre litten die VSB an fehlenden internationalen Anschlüssen. Die Konkurrentin der VSB, die Schweizerische Nordostbahn (NOB), beförderte die Güterwagen mit Trajektschiffen über den Bodensee. Die Vereinigten Schweizerbahnen trieben den Bau einer Bodenseegürtelbahn (Teilabschnitte St. Margrethen–Lauterach und Lauterach–Lindau) voran. 1865 erfolgte die staatsvertragliche Absicherung dieser für den Kanton St. Gallen wichtigen Strategie. Am 1. August 1872 übergab dann die Vorarlberger Bahn (VB) die Verbindung von St. Margrethen nach Lindau und am 20. Oktober 1872 auch die Bahnstrecke Feldkirch–Buchs dem Betrieb, was zu einer Belebung des Verkehrs führte. Einen bedeutenden Einfluss auf die Verkehrsentwicklung hatte die am 6. September 1884 eröffnete Arlbergbahn. Mit der Eröffnung der Schmalspurbahn Landquart–Davos 1889 und der Strecke Chur–Thusis 1896 der Rhätischen Bahn wurden die VSB zu deren Zufahrtslinie.
Unter der Wirtschaftskrise Ende der 1870er-Jahre hatten die VSB wie viele andere Gesellschaften schwer zu leiden. Ihre Aktienkurse sanken massiv. Im Gegensatz zur NOB oder zur Schweizerischen Centralbahn konnten die VSB ab 1871 jeweils eine bescheidene Dividende ausschütten. Weil den VSB nach 1859 ein weiterer Netzausbau verwehrt blieb, war die Finanzbasis mit einer geringen Verschuldung sehr solide.
Beim Eisenbahnunfall in Vonwil entgleiste am 31. Dezember 1879 in Vonwil bei St. Gallen ein aus Winterthur kommender Zug. Die beiden Lokomotiven kamen links und rechts des Bahngleises zu liegen, die Wagen schoben sich ineinander. Das Unglück forderte zwei Todesopfer und mehrere teils schwer Verletzte.

## Streckennetz
| Nr. | Bezeichnung der einzelnen Linien                      | Eröffnung                               | Bemerkung                                                                    | Eigentumslänge | Betriebslänge |
| --- | ----------------------------------------------------- | --------------------------------------- | ---------------------------------------------------------------------------- | -------------- | ------------- |
| 1.  | Winterthur–St. Gallen                                 | 28. September 1855 – 25. März 1856      | gebaut durch SGAE                                                            | 71,889 km      | 72,765 km     |
| 1.  | St. Gallen–Rorschach                                  | 25. Oktober 1856                        | gebaut durch SGAE                                                            | 71,889 km      | 72,765 km     |
| 2.  | Rorschach Hafen–Rorschach                             | 25. Oktober 1856                        | gebaut durch SGAE                                                            | 92,349 km      | 91,730 km     |
| 2.  | Rorschach–St. Margrethen–Sargans–Chur                 | 25. August 1857 – 1. Juli 1858          | projektiert von SOB                                                          | 92,349 km      | 91,730 km     |
| 3.  | Sargans–Weesen–Ziegelbrücke                           | 15. Februar 1859 – 1. Juli 1859         | projektiert von SOB                                                          | 93,048 km      | 102,194 km    |
| 3.  | Ziegelbrücke–Rapperswil                               | 15. Februar 1859                        | projektiert von SOB                                                          | 93,048 km      | 102,194 km    |
| 3.  | Rapperswil–Uster–Wallisellen (–Zürich)                | 1. August 1856 – 15. Febr. 1859         | gebaut durch Gl-TB und VSB                                                   | 93,048 km      | 102,194 km    |
| 4.  | Weesen–Näfels–Glarus                                  | 15. Februar 1859                        | projektiert von SOB Weesen–Näfels 1918 Betrieb eingestellt, 1931 abgebrochen | 11,638 km      | 11,488 km     |
| 5.  | Toggenburgerbahn (TB): Wil–Ebnat-Kappel               | 24. Juni 1870                           |                                                                              |                | 24,852 km     |
| 6.  | Wald-Rüti-Bahn (WR): Wald–Rüti ZH                     | 29. September 1876                      |                                                                              |                | 6,570 km      |
| 7.  | Zürichsee–Gotthardbahn (ZGB): Rapperswil–Pfäffikon SZ | 27. August 1878 (bis 31. Dezember 1889) | 1890 Fusion mit WE                                                           |                | 4,020 km      |
|     | Total                                                 |                                         |                                                                              | 268,924 km     | 313,619 km    |

## Rollmaterial
Am 1. Januar 1882 waren die VSB im Besitz von 59 Lokomotiven, 197 Personenwagen und 965 Güterwagen.

### Lokomotiven
Die Lokomotiven, die durch die VSB oder ihre Vorgängerbahnen beschafft wurden, erreichten ein Durchschnittsalter von 38,7 Jahren; lässt man die acht Maschinen der Glatthalbahn weg, die nach 5 bis 7 Jahren nach Italien verkauft wurden, kommt man sogar auf ein Durchschnittsalter der 93 übrigen Maschinen von 41,6 Jahren. Die letzte VSB-Dampflokomotive wurde bei den SBB 1933 ausrangiert.
Die Serienbezeichnung der VSB-Lokomotiven erfolgte von 1860 bis 1886 mit römischen Zahlen I bis VI nach der chronologischen Aufeinanderfolge der Serien. Ab 1887 wurden die Lokomotiven nach dem schweizweit einheitlichen System bezeichnet.
Der Fuhrpark umfasste die folgenden Maschinentypen. In Klammern ist die ab 1902 gültige Bezeichnung aufgeführt.
| Serie bis 1887          | Serie ab 1887 | VSB-Nr. bis 1902       | SBB-Nr. ab 1902 | Anzahl | Baujahr                        | Hersteller                     | Achsfolge | ausrangiert                       | Bemerkung                                                     | Bild   |
| ----------------------- | ------------- | ---------------------- | --------------- | ------ | ------------------------------ | ------------------------------ | --------- | --------------------------------- | ------------------------------------------------------------- | ------ |
| I                       | – (Ec 2/5)    | 1–12                   | –               | 12     | 1855–56                        | Esslingen                      | B3'       | (1874–1886 umgebaut in Serie III) | Bauart Engerth, 1857 von SGAE übernommen                      | Ec 2/5 |
| I                       | – (Ec 2/5)    | 12–20                  | –               | 8      | 1858–59                        | Escher Wyss                    | B3'       | (1874–1886 umgebaut in Serie III) | Bauart Engerth, bestellt von SOB                              | Ec 2/5 |
| II                      | A2E (Eb 2/5)  | 21–22                  | –               | 20     | 1857–58                        | Esslingen                      | B3'       | 1881                              | Bauart Engerth, bestellt von SOB                              | Eb 2/5 |
| II                      | A2E (Eb 2/5)  | 23–32                  | 5680–5699       | 20     | 1857–58                        | Esslingen                      | B3'       | 1902–1925                         | Bauart Engerth, bestellt von SOB                              | Eb 2/5 |
| II                      | A2E (Eb 2/5)  | 32–40                  | 5680–5699       | 20     | 1857–58                        | Esslingen                      | B3'       | 1902–1925                         | Bauart Engerth                                                | Eb 2/5 |
| II                      | A2E (Eb 2/5)  | 21'–22'                | 5680–5699       | 2      | 1895                           | VSB Rorschach                  | B3'       | 1909                              | Bauart Engerth, Teile von Nr. 21–22 wiederverwendet           | Eb 2/5 |
| II                      | B2T (C 2/2)   | 41'–42' ab 1880: 91‑92 | 91–92           | 2      | 1875                           | Krauss                         | B         | 1903                              |                                                               | C 2/2  |
| II                      | B2T (B 2/3)   | 45'–46'                | 1071–1072       | 2      | 1876                           | VSB                            | 1'B       | 1904–1905                         |                                                               | B 2/3  |
| III                     | – (C 2/3)     | 41–43                  | –               | 8      | 1856–57                        | Karlsruhe                      | 1'B       | 1863 nach Italien verkauft        | 1857 von Glatthalbahn übernommen, dort als Serie V bezeichnet |        |
| III                     | – (C 2/3)     | 44–48                  | –               | 8      | 1858                           | Karlsruhe                      | 1'B       | 1863 nach Italien verkauft        | bestellt von Gl-TB                                            |        |
| III                     | B3 (C 3/3)    | 1–20                   | 2451–2470       | 20     | 1874–1886 umgebaut aus Serie I | 1874–1886 umgebaut aus Serie I | C         | 1903–1931                         |                                                               | C 3/3  |
| IV                      | D4 (Ed 4/4)   | 61–64                  | 7591–7594       | 4      | 1876–77                        | Hartmann                       | D         | 1908–1925                         |                                                               | Ed 4/4 |
| ab 1885: V ab 1886: III | E3 (E 3/3)    | TB 1–3                 | 8395–8397       | 3      | 1870                           | Krauss                         | C         | 1909–1912                         | von den VSB für den Betrieb der Toggenburgerbahn beschafft    | E 3/3  |
| VI                      | E2 (Ec 2/2)   | 71–87                  | 6071–6087       | 17     | 1875–1902                      | VSB, Hartmann, Esslingen, SLM  | B3        | 1911–1933                         | Nr. 86–87 an SBB geliefert                                    | B 3/4  |
| (keine)                 | F2 (E 2/2)    | A, B, C                | 8197–8199       | 3      | 1876                           | Krauss                         | B         | 1902 (1948)                       |                                                               | E 2/2  |
| –                       | A3T (B 3/4)   | 101–115                | 1581–1595       | 15     | 1890–1901                      | SLM                            | 1'C       | 1913–1929                         | Heissdampf-Zweizylinder-Verbundlokomotive                     | B 3/4  |
| –                       | B3T (C 3/3)   | 151–157                | 2481–2487       | 7      | 1892, 97                       | Hartmann, SLM                  | C         | 1915–1924                         |                                                               | C 3/3  |

### Personen- und Güterwagen

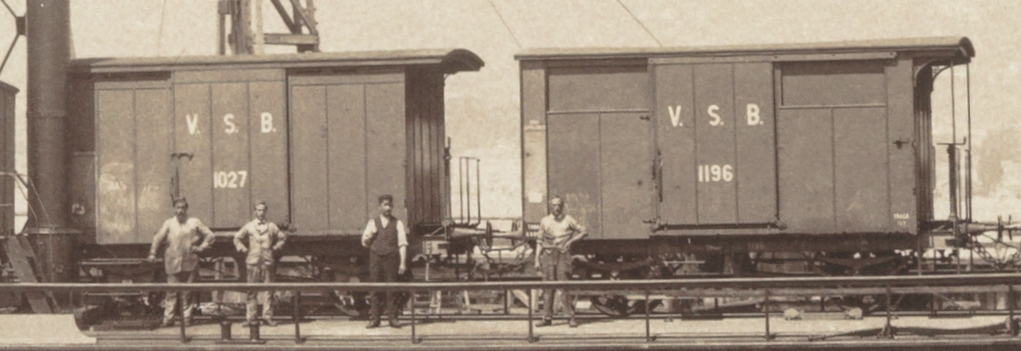
Zwei Güterwagen der VSB um 1885

Güterwagen trugen als Eigentumsmerkmal das Kürzel „V.S.B.“. Sie waren dunkelgrün lackiert und hatten eine weiße Beschriftung. Wagen mit Luftdruckbremse die für den Transport von Eilgut in Reisezügen verkehrten hatten einen roten Anstrich.

## Betrieb

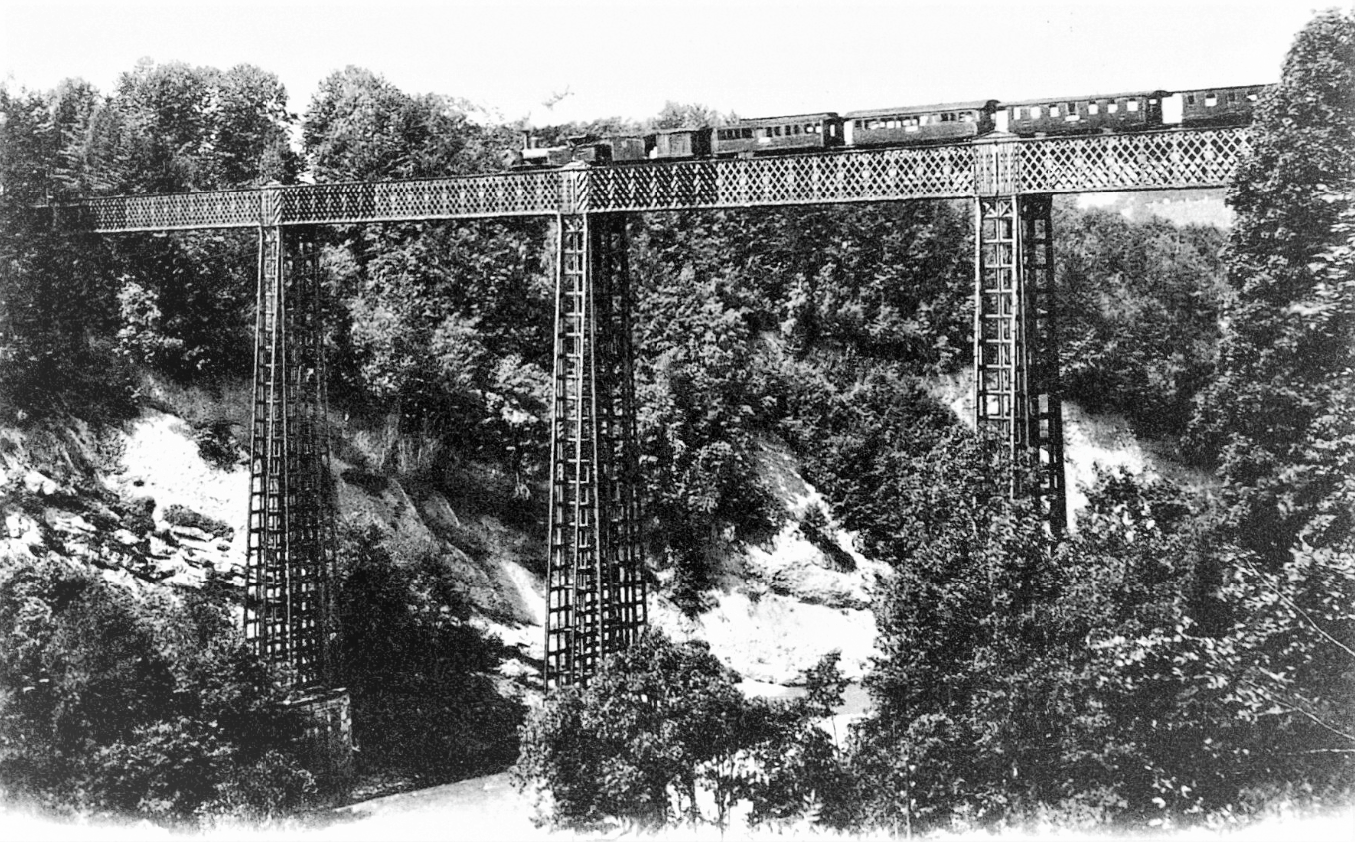
Sitterbrücke bei St. Gallen. Die Brücken über die Sitter, Glatt, Uze und Thur wurden nach den gleichen Konstruktionsprinzipien errichtet.

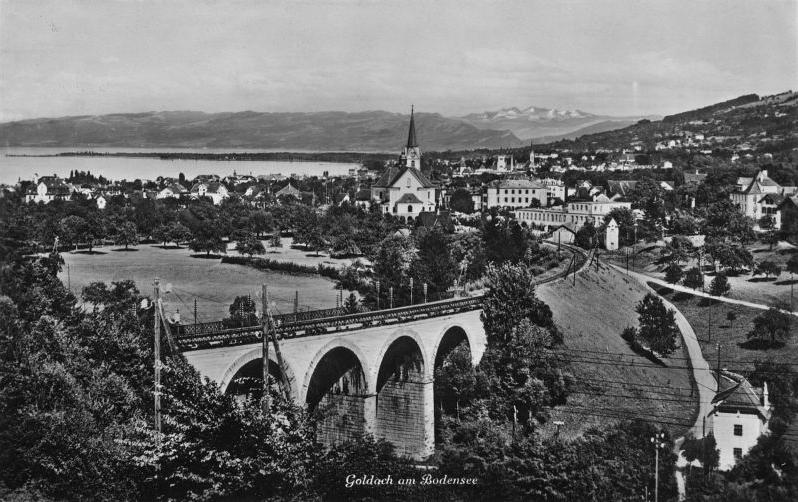
Die damals noch einspurig genutzte Steinbogenbrücke über die Goldach zur Zeit des Dampfbetriebs in den frühen 1920er-Jahren

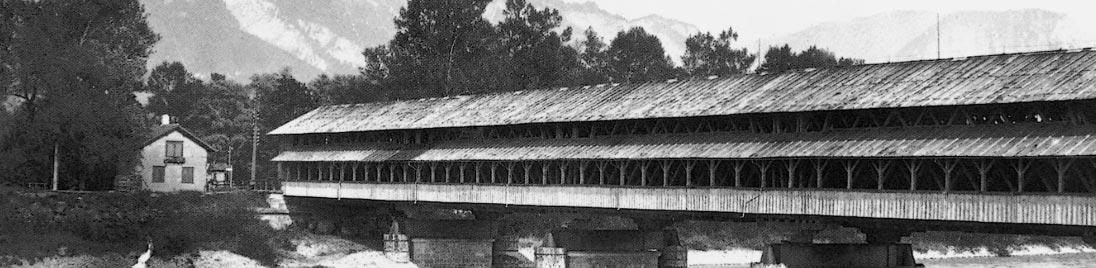
Von 1857 bis 1928 trotzte die Eisenbahnbrücke Bad Ragaz, eine gedeckte Holzbrücke bei Ragaz, dem Funkenwurf der Dampflokomotiven

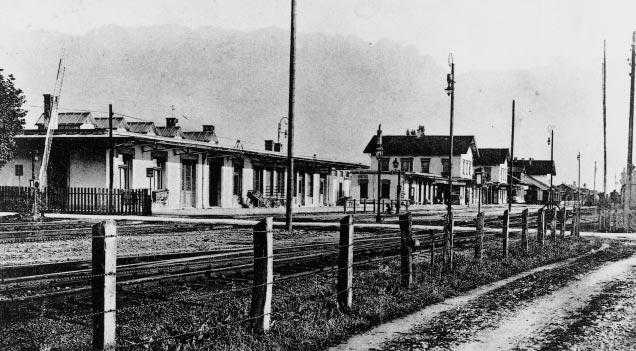
Bahnhof Buchs mit Bahnübergang im Jahr 1905

Wegen steigender Holzpreise suchten die VSB nach Alternativen für die Befeuerung ihrer Dampflokomotiven und sicherten sich 1857 grosse Torfvorkommen in Möggingen bei Radolfzell. Als Massentransportmittel ermöglichte die Eisenbahn den Zugang zu ausländischen Steinkohlevorkommen. 1861 war bei den VSB die Umstellung auf Kohlenfeuerung weitgehend abgeschlossen.
1865 verletzten die VSB durch die kürzlich eingeführten elektrischen Signalscheiben das Telegraphenregal. 1872 wurden Wagen und Lokomotiven auf das Puffer-System umgerüstet.
Vom 18. bis zum 27. Juli 1874 fand in St. Gallen das Eidgenössische Schützenfest statt. Innerhalb von zehn Tagen transportierten die VSB 140'000 Personen nach St. Gallen, was nur mit Unterstützung durch Personal und Rollmaterial der NOB und VB möglich war.
Am 31. Dezember 1879 entgleiste bei der Vonwilbrücke bei St. Gallen ein aus Winterthur kommender Zug. Die beiden Lokomotiven kamen links und rechts des Bahngleises zu liegen, die Wagen schoben sich ineinander. Das Unglück forderte zwei Todesopfer und mehrere, teils schwer Verletzte.
Die Landesausstellung in Zürich 1883 brachte einen ersten durchlaufenden Zug von Rorschach über St. Gallen nach Zürich. Vorher musste in Winterthur von den VSB- auf die NOB-Züge umgestiegen werden. Am 1. Juni 1894 wurde die Berner Zeit durch Mitteleuropäische Zeit (MEZ) ersetzt. Seit dem 1. Juni 1896 verkehrten direkte Wagen zwischen St. Gallen nach Genf.

## Verstaatlichung

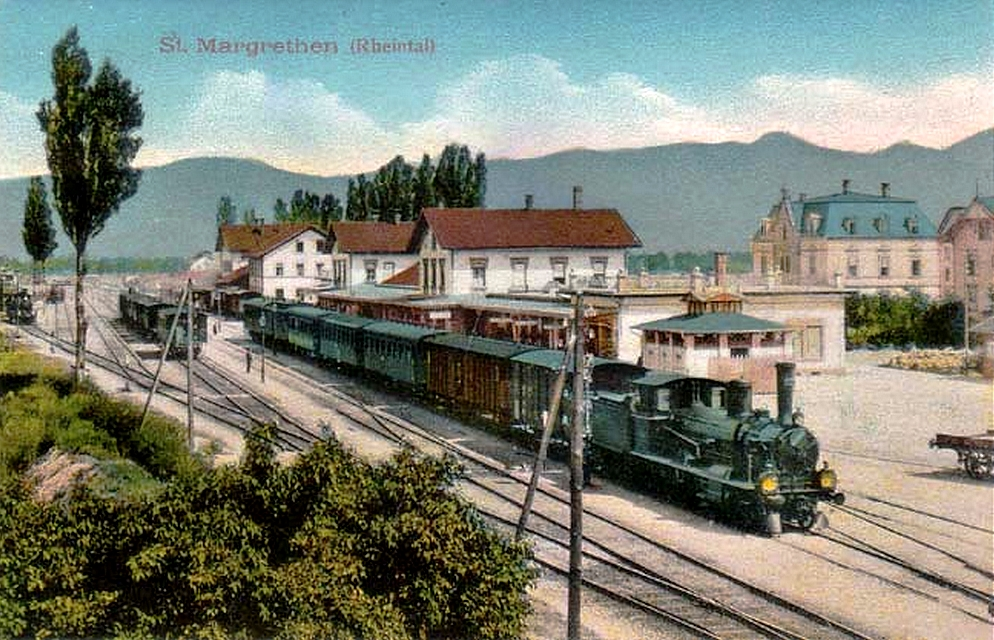
Grenzbahnhof St. Margrethen mit einem abfahrbereiten Personenzug in Richtung St. Gallen. Die Schnellzugslokomotive B 3/4 stammte von den Vereinigten Schweizerbahnen (Nr. 101–115).

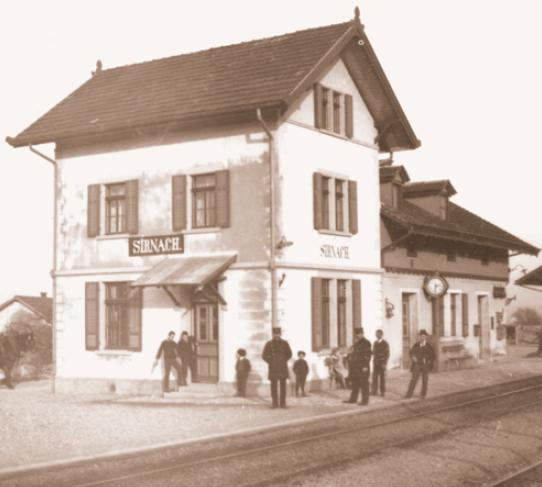
Das mit einem Querflügel erweiterte Stationsgebäude Sirnach

1901 übernahmen die VSB kurz vor der Verstaatlichung die Toggenburgerbahn (TB) entschädigungslos vom Kanton St. Gallen, der damit indirekt den Bau des Rickentunnels subventionierte. Am 1. Juli 1902 wurden die VSB verstaatlicht und gehörten fortan zu den Schweizerischen Bundesbahnen (SBB). Der Betrieb der VSB geschah bereits ab dem 1. Januar 1901 auf Rechnung des Bundes.
Ein Teil der alten Unternehmensstrukturen blieb noch längere Zeit erhalten. Aus dem Hauptsitz der VSB in St. Gallen entstand die seinerzeitige SBB-Kreisdirektion IV. Die ehemalige SBB-Hauptwerkstätte Chur hatte ihre Wurzeln in der SOB. Aus der Hauptwerkstätte der VSB entstand im Laufe der Zeit das inzwischen geschlossene SBB-Lokomotivdepot Rorschach. In Uster besteht heute noch aus der Zeit der VSB die älteste Ringsegment-Lokremise mit Drehscheibe der Schweiz. Die Remise wurde restauriert und dient heute als Depot und Lokomotivwerkstätte des Dampfbahn-Vereins Zürcher Oberland, der die Museumsbahnlinie Bauma–Hinwil betreibt.
Durch die Elektrifizierung wurde von 1925 bis 1928 der Ersatz der Sitter-, Glatt-, Uze- und Thurbrücken zwischen St. Gallen und Wil sowie der hölzernen Rheinbrücke bei Ragaz fällig. Die steinerne Brücke über die Goldach blieb jedoch erhalten und wird seit 1993 doppelspurig benutzt.
Nicht geändert wurde die Kilometrierung der Strecken der damaligen VSB. Die Kilometerangaben beginnen nach wie vor in Sargans, wo sich der Kilometer 0 befindet.